# Pygeum sessiliflorum
Pygeum sessiliflorum är en rosväxtart som beskrevs av Jules Cardot. Pygeum sessiliflorum ingår i släktet Pygeum och familjen rosväxter. Inga underarter finns listade i Catalogue of Life.